# Edy De Bolle
Edy De Bolle (26 september 1949) is een Belgische voetbaltrainer.
In 2006 werd hij trainer van eersteklasser KSK Beveren, dat echter tegen de degradatie aan het strijden was. Hij volgde er in maart 2006 Vincent Dufour op. Beveren redde zich dat seizoen en De Bolle werd weer hulptrainer.
Nadat Walter Meeuws ontslagen werd als hoofdtrainer van Beveren, werd De Bolle opnieuw (tijdelijk) hoofdtrainer bij de club het volgend seizoen. De Bolle kon Beveren niet in de hoogste afdeling houden en vertrok er uiteindelijk. Hij werd hulptrainer bij FC Brussels. Ook die club kende een moeilijke periode in de Eerste Klasse, en na het ontslag van trainer Albert Cartier in januari 2007 werd De Bolle ook daar tijdelijk hoofdtrainer. Hij werd enkele dagen later weer assistent, toen Franky Van der Elst aangesteld werd tot hoofdcoach.
Van 2009 tot 2012 was hij hoofdcoach bij KSK Hasselt.